# Deniss Malov
Deniss Malov, né le 8 juin 1980 à Tallinn en RSS d'Estonie, est un footballeur estonien qui évolue comme milieu offensif.

## Biographie
Deniss Malov dispute 12 matchs en Ligue des champions, pour un but inscrit, et 8 matchs en Ligue Europa, pour un but inscrit,,.

## Palmarès
- FC TVMK Tallinn
  - Championnat d'Estonie (1) : 2005
  - Coupe d'Estonie (1) : 2003
  - Supercoupe d'Estonie (1) : 2005

- FC Levadia Tallinn
  - Championnat d'Estonie (4) : 2006, 2007, 2008, 2009.
  - Coupe d'Estonie (2) : 2007, 2010
  - Supercoupe d'Estonie (1) : 2010